# Nazionale di bob dell'Ucraina
La nazionale di bob dell'Ucraina è la selezione che rappresenta l'Ucraina nelle competizioni internazionali di bob.
La squadra ha preso parte a quattro edizioni dei giochi olimpici invernali.

## Storia

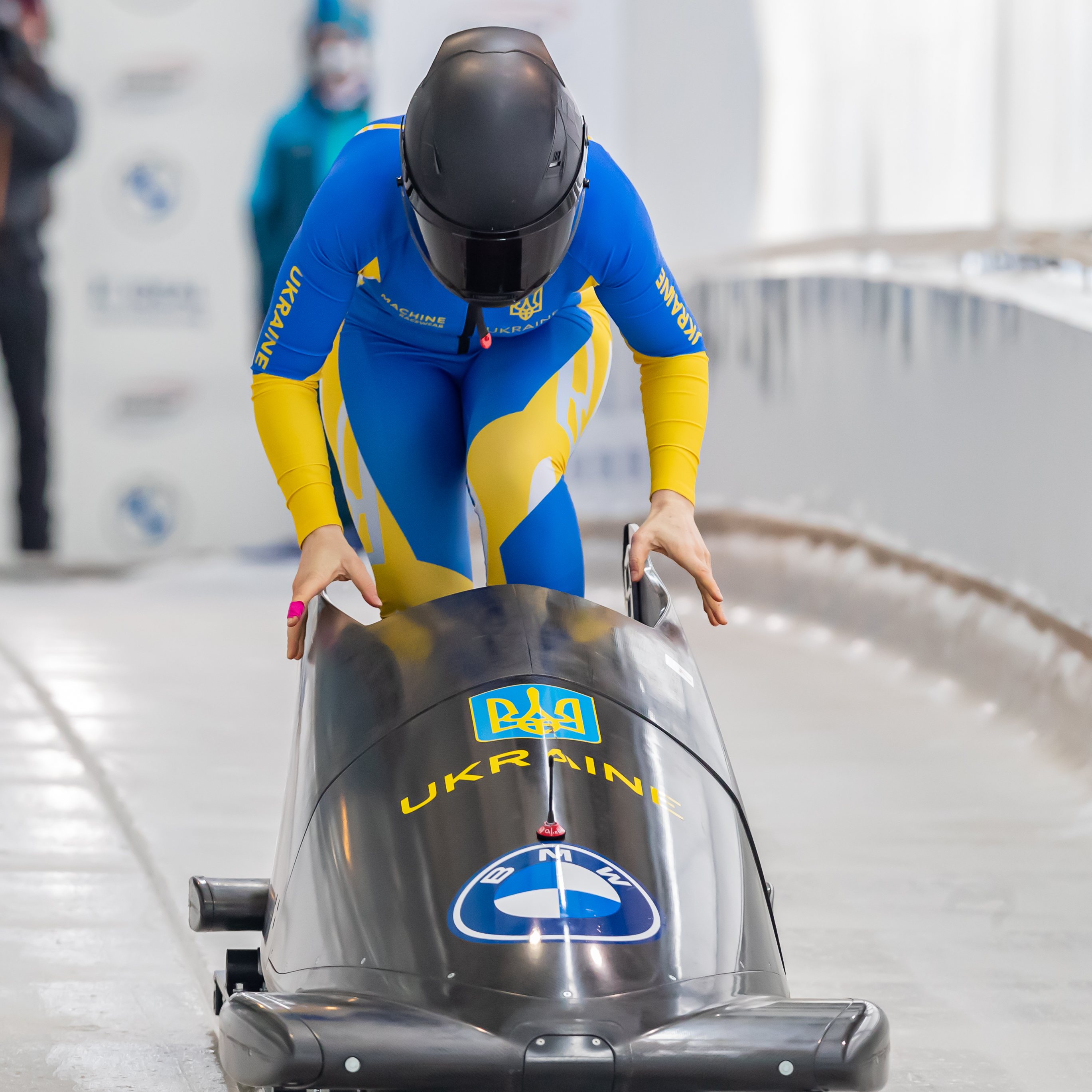
Lidija Hun'ko

Lo sviluppo del bob iniziò in Unione Sovietica solo dopo le olimpiadi di Lake Placid 1980, costruendo una pista in Lettonia. In poco tempo, la Nazionale di bob dell'Unione Sovietica vinse numerose medaglie, e fra i campioni olimpici sovietici di Calgary 1988 vi fu Volodymyr Kozlov, originario della regione di Donetsk. In epoca sovietica fu realizzata una pista con fondo in legno per bob e slittini a Vyšhorod (a circa 10 km a nord di Kiev), poi abbandonata.
Dopo l'indipendenza ucraina, lo sport del bob non ricevette alcun sostegno finanziario da parte dello stato.
Alle Olimpiadi di Lillehammer 1994 l'Ucraina schierò sei bobbisti, tra cui il biatleta ed ex campione sovietico Oleksandr Bortjuk, originario dell'oblast' di Chmel'nyc'kyj e che già aveva gareggiato con il bob della Squadra Unificata ai Giochi olimpici di Albertville 1992. In Norvegia non furono ottenuti grandi risultati: nel doppio lasciarono indietro una dozzina di avversari, mentre nel bob a quattro ottennero pessimi risultati, venendo battuti persino dagli equipaggi di Porto Rico e della Giamaica e precedendo solo Isole Vergini Americane e Bosnia-Erzegovina.
In seguito, Oleksandr Strel'cov entro a far parte della squadra nazionale svizzera, vincendo molte medaglie ai Campionati mondiali ed europei.
Dopo aver debuttato nel monobob femminile a Pechino 2022 (20º posto), nel marzo 2023 Lidija Hun'ko fu squalificata per essere risultata positiva al controllo antidoping.

## Partecipazione ai giochi olimpici invernali

### Bob a quattro maschile
| anno | città          | classifica | composizione                                                           |
| ---- | -------------- | ---------- | ---------------------------------------------------------------------- |
| 1994 | Lillehammer    | 27°        | Oleksij Žukov, Andrij Petuchov, Vasyl' Lantuch, Oleksandr Bortjuk      |
| 2002 | Salt Lake City | 22°        | Oleh Polyvač, Bohdan Zamostjanyk, Oleksandr Ivanyšyn, Jurij Žuravs'kji |

### Bob a due maschile
| anno | città          | classifica | composizione                            |
| ---- | -------------- | ---------- | --------------------------------------- |
| 1994 | Lillehammer    | 32°        | Oleksij Žukov, Oleksandr Bortjuk        |
| 1998 | Nagano         | 23°        | Jurij Pančuk, Oleh Polyvač              |
| 2002 | Salt Lake City | 34°        | Oleksandr Ivanyšyn, Oleksandr Strel'cov |

### Monobob femminile
| anno | città   | classifica | composizione  |
| ---- | ------- | ---------- | ------------- |
| 2020 | Pechino | DQ         | Lidija Hun'ko |